# Mitsuo Yamada
Mitsuo Yamada (japanisch 山田 満夫 Yamada Mitsuo; * 26. Mai 1994 in Hokkaido) ist ein japanischer Fußballspieler.

## Karriere
Yamada erlernte das Fußballspielen in der Schulmannschaft der Obihiro Kita High School. Seinen ersten Vertrag unterschrieb er 2013 beim Matsumoto Yamaga FC, der Verein spielte in der zweithöchsten Liga des Landes, der J2 League. Danach ging er zur Universitätsmannschaft der Sendai-Universität. 2018 wechselte er erneut zum Matsumoto Yamaga FC. 2019 wurde Yamada an den Drittligisten Azul Claro Numazu ausgeliehen, dort absolvierte er 10 Ligaspiele. Seit 2020 spielt er beim Wollongong Wolves FC.